# Republic (Missouri)
Pour les articles homonymes, voir Republic.
Republic est une ville américaine située dans les comtés de Christian et de Greene, dans le Missouri.
Selon le recensement de 2010, Republic compte 14 751 habitants. La municipalité s'étend sur 13,31 milles carrés (34,47 km2). L'essentiel de la ville se situe dans le comté de Greene, en effet seuls 83 habitants et 0,37 milles carrés (0,96 km2) de son territoire se trouvent dans le comté de Chrisitan.